# Talsi
Talsi (németül: Talsen, lívül: Tālsa) város Lettországban.

## Fekvése
Talsi Lettország Kurzeme tájegységében található, Rigától 120 km-re északnyugatra. Talsit a „kilenc hegy és két tó városának” nevezik, de tudni kell, hogy a település legmagasabb pontja, a Tiguļu kalns mindössze 104 m magas.

## Lakossága
A város lakosainak többsége lett nemzetiségű. A 2007-es adatok szerint a lakosság 91%-a lett, 3%-a orosz, 3%-a cigány, 3%-a pedig egyéb nemzetiségű.
| Lakosok száma | 4200 | 4116 | 11 082 | 13 200 | 11 399 | 9980 | 9516 | 9269 | 8816 | 8649 |
|               | 1897 | 1935 | 1979   | 1991   | 2007   | 2013 | 2016 | 2018 | 2021 | 2024 |

## Története
Talsit először 1231-ben említik írott források. A 13. században a Német lovagrend várat épített nem messze Talsi jelenkori központjától. A vár körül a 15. századra alakult ki a mai település magja. Városi jogokat 1917-ben kapott.

## Gazdasági élet, közlekedés
1965-ben a Lett SzSzK egy öntödét építtetett Talsiban, ezzel 350 munkahelyet teremtve. A Szovjetunió felbomlását követően a szovjet belső piacra termelő üzemet bezárták. Jelenleg Talsi legfontosabb bevételi forrását a turizmus jelenti.

## Talsitestvérvárosai
- Kuressaare, Észtország
- Söderköping, Svédország
- Prienai, Litvánia
- Taurage, Litvánia
- Glostrup, Dánia
- Shelton, USA